# Pyrrhura calliptera
Pyrrhura calliptera là một loài chim trong họ Psittacidae.